# Furtuna din adâncuri
Furtuna din adâncuri (La tempestad; lit. „Furtuna”) este o telenovelă mexicană produsă de Televisa și difuzată de Canal de las Estrellas, cu Ximena Navarrete și William Levy în rolurile principale. Conține 122 de episoade și s-a bucurat de succes în rândurile țărilor din America Latină, America de Nord, Europa centrală și de est (Polonia, Ungaria, Ucraina, Moldova, Rusia, Slovacia, Slovenia, Serbia, Croația, Bulgaria, Azerbaijan, Turcia) și Asia centrală (Kazahstan, Turkmenistan, Uzbekistan). Din 2013, telenovela a început să se difuzeze pe canalul moldovenesc Canal 2. Telenovela este în rusă cu subtitrări în română.